# Tkaczew
Tkaczew [pronunciación en polaco: /ˈtkat͡ʂɛf/] es un pueblo ubicado en el distrito administrativo de Gmina Ozorków, dentro del Distrito de Zgierz, Voivodato de Łódź, en Polonia central. Se encuentra aproximadamente a 8 kilómetros al noroeste de Ozorków, a 24 kilómetros al noroeste de Zgierz, y a 31 kilómetros al noroeste de la capital regional Łódź.
El pueblo tiene una población de 10 habitantes.